# Цвинтар Троїцько – Іллінського монастиря (Чернігів)
Цвинтар Троїцько – Іллінського монастиря  — кладовище в Чернігові.

## Загальні відомості
Основу цвинтаря склав цвинтар Іллінської церкви, який розміщався на двох терасах - на північ та північний захід від храму. 
Значна частина поховань цього некрополя свідомо нищилась радянською владою  — особливо у 30-і та 60-і роки ХХ століття. 

## Галерея

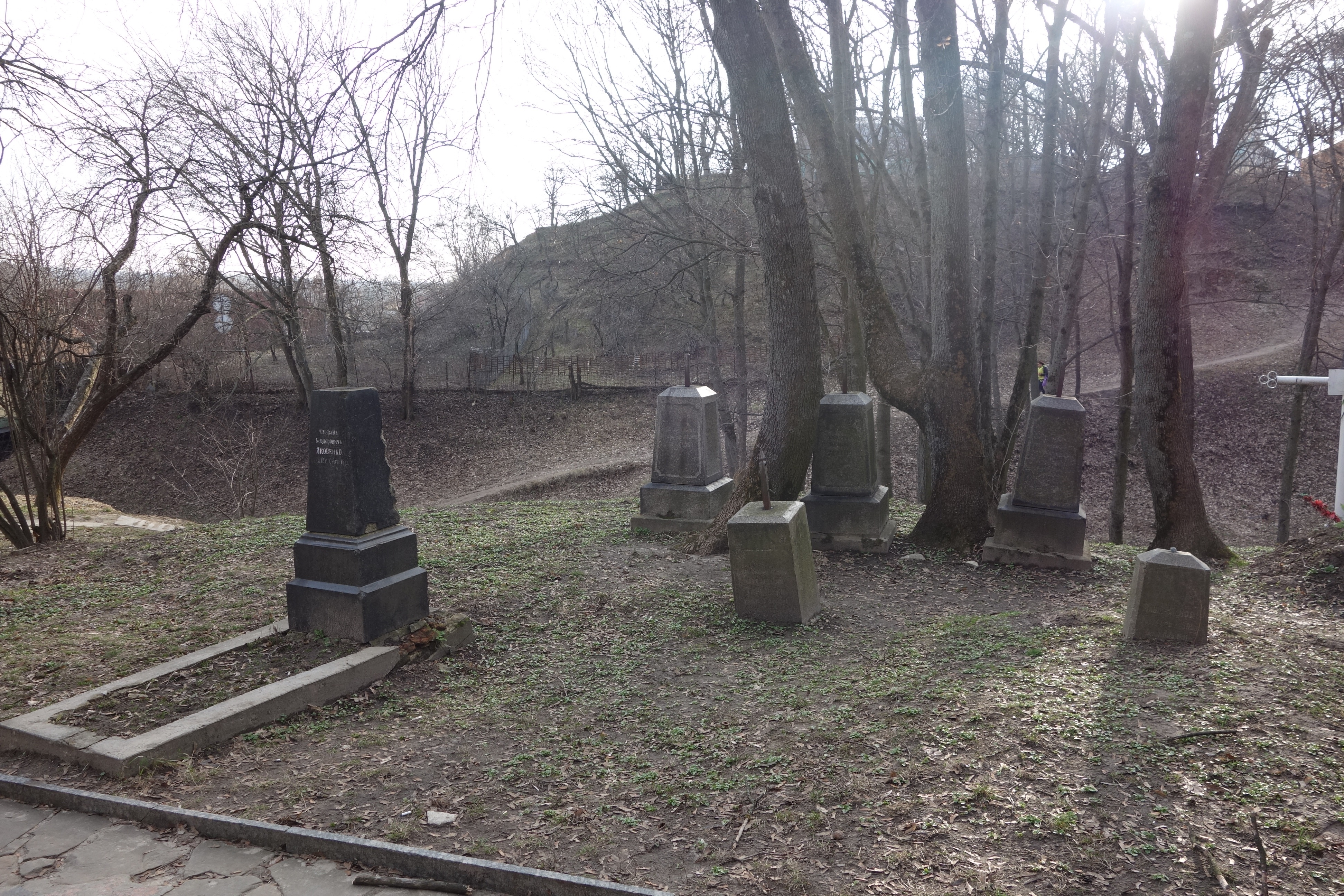
Загальний вигляд цвинтарю Троїцько – Іллінського монастиря

## Деякі особи, поховані на цвинтарі Троїцько – Іллінського монастиря
- Стефан Пободайло - чернігівський полковник, сподвижник Богдана Хмельницького, ктитор Іллінського монастиря. Могила не збереглася.
- Стефан Федорович Яковенко - управитель Чернігівського єпархіального свічкового заводу. Точна дата народження невідома, помер 16 вересня 1912 року. Надгробок частково пошкоджено.
- десять представників родин Горбунових та Бильцових 1823—1871 років поховань. Прізвища і дати погребіння вирізьблені на постаменті обеліску, верхня частина якого не збереглася.